# Guider
Guider é uma cidade dos Camarões localizada na província de Norte. Guider é a capital do departamento de Mayo-Louti.